# Eusarcus schubarti
Eusarcus schubarti is een hooiwagen uit de familie Gonyleptidae.